# Tempietto di Sant'Emidio Rosso

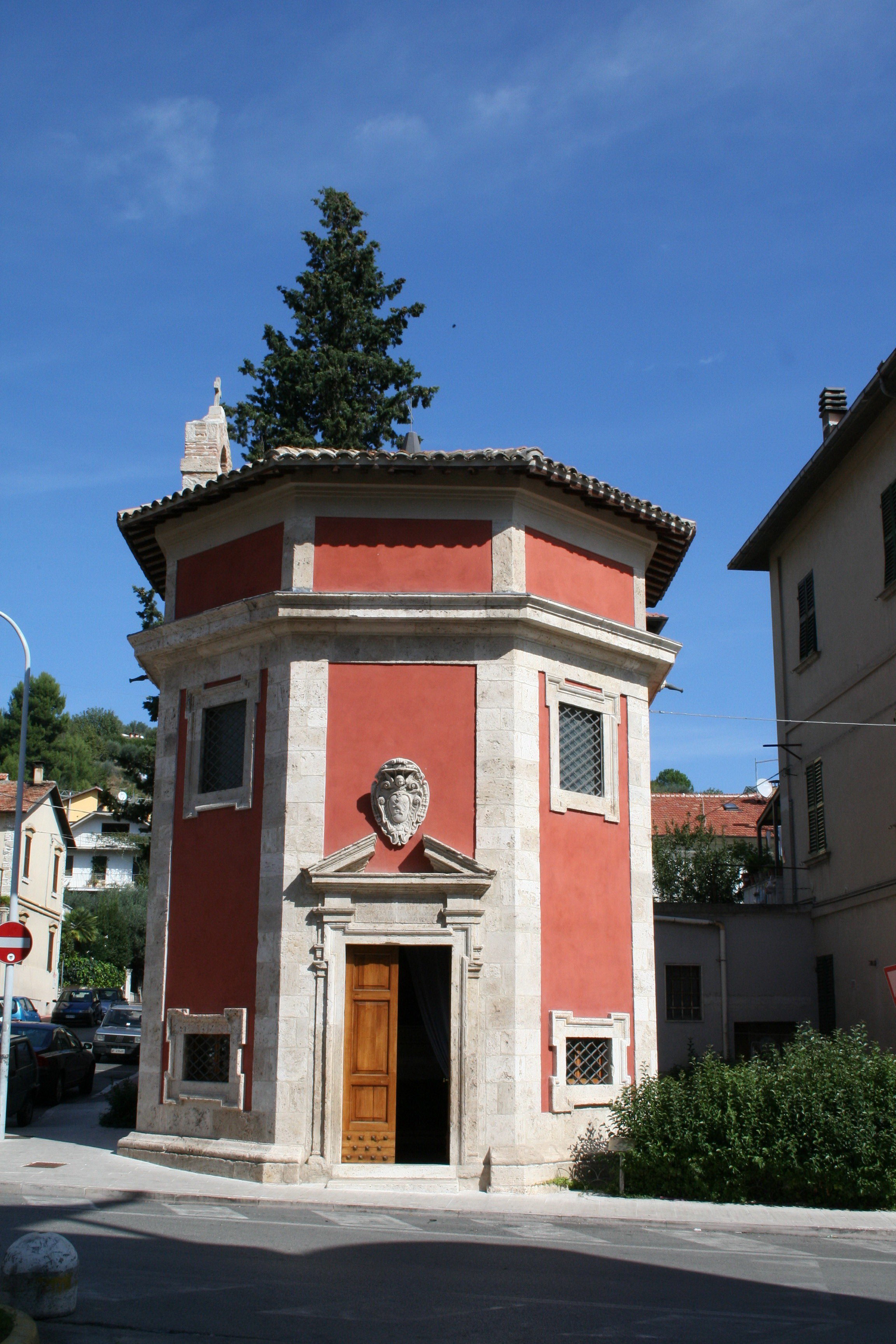
El tempietto de Sant'Emidio Rosso.

El Templo Rojo de Sant'Emidio (Tempietto Sant'Emidio Rosso) es una pequeña iglesia construida afuera de las antiguas paredes de la ciudad de Ascoli Piceno en Italia. Es uno de los sitios religiosos dedicados a San Emigdio (Emidius), el santo patrón de la ciudad.

## Historia y descripción
La estructura surge en el distrito de Porta Solestà, poco distante del puente Romano y de la fuente de San Emigdio.
La dedicación al santo recuerda que en el lugar de este templo sufrió la pena de decapitación, y según la tradición hagiográfica, caminó, sosteniendo su cabeza, para subir a su gruta. Esta gruta era el lugar donde se refugió con sus compañeros durante las persecuciones, este se convirtió en el lugar de su sepulcro y, durante la primera mitad del siglo XVIII, se convirtió en el sitio del Tempietto di Sant'Emidio alle Grotte.
La pequeña iglesia, de planta octogonal, con ventanas y con base de travertino liso, nació como una extensión de la capital votiva que guardaba la piedra en que fue decapitado. La piedra es identificada con el nombre de "La cona de Santo Migno". Cona es una palabra derivada del griego bizantino (είκόηα) que significa retrato o imagen, y "Santo Migno" que significa de baja estatura, pequeño o gracioso. El pueblo cristiano de Ascoli destinó esta piedra a ser la reliquia en memoria del martirio del santo cefalóforo, el primer obispo de Ascoli, conservandola aún ahora bajo el único altar dentro de la iglesia. Los primeros cristianos protegieron la piedra conmemorativa encerrándola en un modesto capitello votivo durante muchos siglos.
Faltan datos ciertos tanto del diseñador como de los constructores del templo. Historiadores han ofrecido dos versiones diferentes.
Una es que alrededor del año 1500, los canónicos de la catedral se convirtieron en los custodios de la piedra y en 1562 organizaron una pequeña capital votiva, agregando una rejilla protectora, pavimentando y enluciendo las porciones del muro. En 1571, intervinieron nuevamente en la pequeña fabricación para realizar mejoras a la pavimentación de la entrada con sus propias piedras. Entre 1592 y 1594, los canónicos trabajaron para arreglar más definitivamente la capital. Realizaron labores de mayor gasto, tal vez confiadas al maestro lombardo Marco Bonera, quien algunos creían que era el arquitecto de la primera estructura de forma octogonal del templo actual.
Otros historiadores como Sebastiano Andreantonelli, Francesco Antonio Marcucci y Luigi Leporini, declaran que la construcción del templo y su forma actual fue dada por Fulgenzio Morelli por encargo del obispo Donati en 1633. En realidad, el lapicida Morelli, que no era un arquitecto, estaba muerto ya a mediados de la década anterior; por tanto, la cuestión de la autoría artística aún queda abierta. En particular, Andreantonelli reporta como prueba de la atribución a la epigrafía siguiente:
"SANCTO.EPISCOPO.ET.MART.EMYGDIO.IN.LOCO.MARTYRII.EIVS.EREXIT.ET.DICAVIT.SIGISMVNDVS.DONATVS.DE.CORRIGIO.EPISC.ET.PRINC.ASCVLI.MDCXXIII(recte MDCXXXIII)" (A Santo Emidio, obispo y mártir de Ascoli, en lugar de su martirio, el obispo y príncipe de Ascoli, Sigismondo Donati da Correggio construyó y dedicó. 1623 (1633).
El templo se distingue por estar enteramente pintado de rojo, un color que recuerda la sangre derramada por el mártir.
Es un lugar de culto muy sentido por la devoción popular y por este motivo es muy fácil encontrarlo abierto y frecuentado por los ciudadanos de Ascoli.